# Àcid hidnocàrpic
L'àcid hidnocàrpic, de nom sistemàtic àcid 11-ciclopent-2-en-1-ilundecanoic, és un àcid carboxílic de cadena lineal amb onze àtoms de carboni i té enllaçat al carboni 11 un grup 2-ciclopen-1-il, la qual fórmula molecular és {\displaystyle {\ce {C16H28O2}}}. En bioquímica és considerat un àcid gras rar que només es troba en algunes plantes.

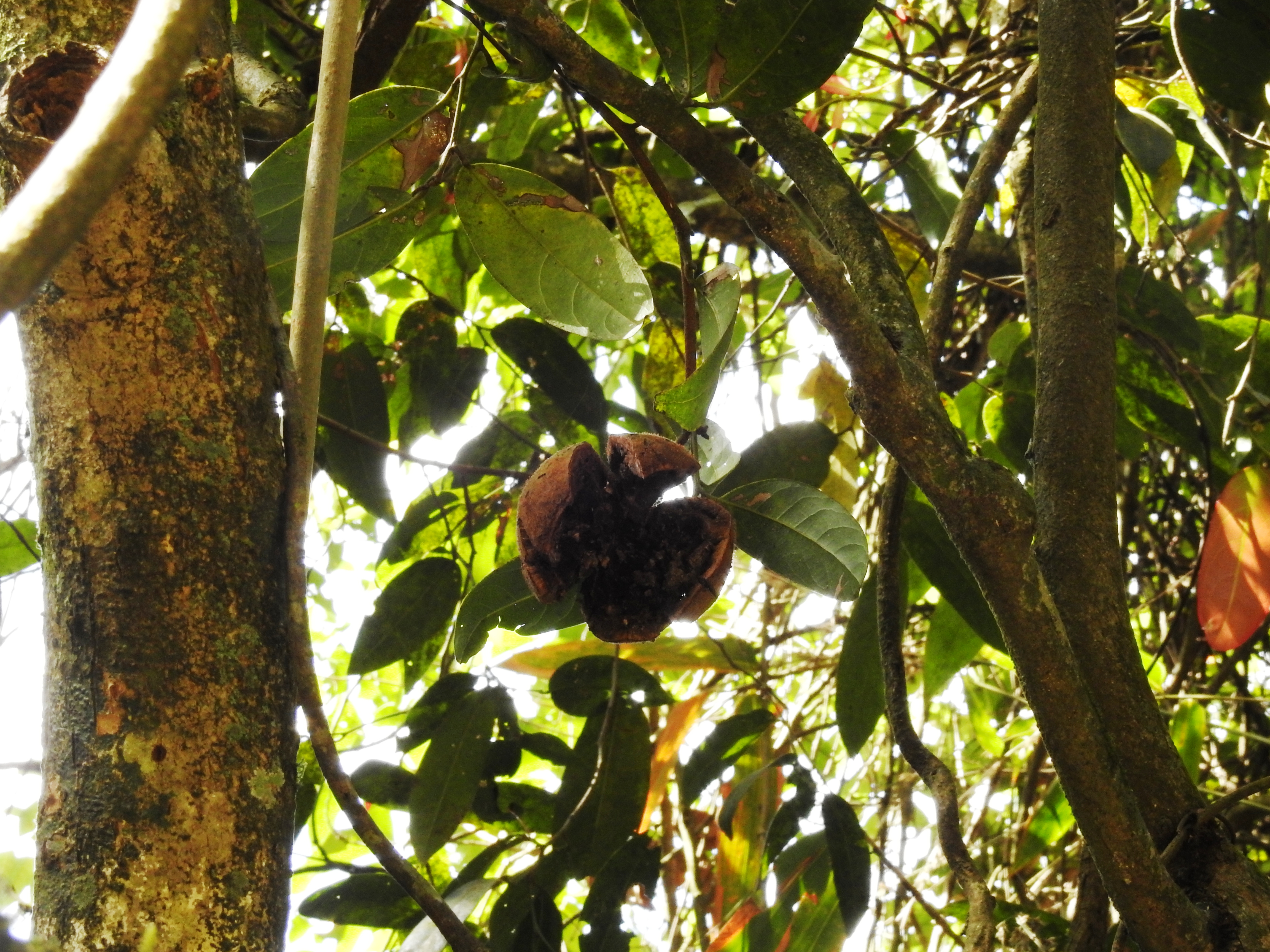
Hydnocarpus alpina

A temperatura ambient és un sòlid el qual punt de fusió és de 60,5 °C i bull, a només 10 mmHg, a 200 °C. L'isòmer òptic, o estereoisòmer, natural és dextrorotatori (+69,3° a 25 °C). Frederick B. Power i Marmaduke Barrowcliff el 1905 aïllaren l'àcid hidnocàrpic de les llavors de les espècies Hydnocarpus anthelmintica i Hydnocarpus wightiana, del gènere de les quals en derivaren el nom comú àcid hidnocàrpic. L'oli d'aquestes espècies del sud-est asiàtic, anomenat oli de xalmugra, ha sigut emprat per la medicina tradicional asiàtica per curar la lepra.
Les llavors d'un gran nombre d'arbusts i arbres pertanyents a la família de plantes flacourtiàcies (actualment acariàcies i salicaceae) contenen lípids que es caracteritzen pels seus àcids grassos amb ciclopentenils, com és l'àcid hidnocàrpic. Així Hydnocarpus anthelminticus en conté entre un 53 i un 69 %; Hydnocarpus hainanensis un 57 %; Hydnocarpus alpina, entre un 51 i un 56 %; i altres en menor proporcions.